# Mard-e Do Hezar Chehreh
Mard-e Do Hezar Chehreh (en persan مرد دوهزار چهره) est une séquence de Mard-e Hezar Chehreh. Elle a été diffusée dès le 21 mars sur les ondes de Canal 3 de IRIB en Iran. Mehran Modiri est toujours le réalisateur et le personnage principal de cette série télévisée. Dans la distribution, apparaîtront entre autres Pejman Bazeghi, Reza Feiz Noroozi, Siamak Ansari et Borzoo Arjmand.

## Synopsis
Mard-e Do Hezar Chehreh raconte la suite des mésaventures de Massoud Shastchi (Mehran Modiri) qui se trouve dans des situations semblables à celles de Mard-e Hezar Chehreh. La série débute au moment où Massoud assis au bureau de l'officier de police, Shahin Etemadi (Pejman Bazeghi) est en train de raconter ce qui lui est arrivé après son retour à la maison. Dès son arrivée chez lui à Shiraz pour rejoindre ses parents, il constate qu'ils ont déjà quitté la maison pour aménager dans un nouveau logis, car les voisins les blâmaient à cause de comportements de leur fils. Une fois retrouvé ses parents, Massoud se rend à son travail où son patron ira le congédier. Il va donc chez sa fiancée, Sahar (Falamak Joneidi) qui le rejette à son tour. Désespéré, Massoud part en recherche d'un travail et finalement lorsqu'il en trouve un comme l'agent de bureau de mariage, il est assigné d'aller à la noce de Sahar. Il y va, le cœur brisé. Entre-temps un gars, ayant pris Massoud pour Mehran Modiri, lui demande s'il accepte de jouer dans un show télévisé. Pris dans une telle situation, il se consente de retourner à Téhéran pour être Mehran Modiri. Une fois le show terminé, il rencontre Siamak Ansari (Siamak Ansari) dans un restaurant. Ils vont ensemble chez Mehran Modiri, ça veut dire chez lui. Il est encore très excité lorsqu'en arrivant il se trouve tout d'un coup face à face avec un serpent, le reptile préféré de vrai Mehran Modiri. Effrayé, Il bégaie, puis il pousse un cri. Finalement, il tue le serpent que le vrai Mehran Modiri aimait tant. Il se rend alors au studio pour être filmé dans un tournage de film en cour et lorsqu'il est sur le point de se sauver et se retirer des lieux, il tombe sur Sahar Zakaria (Sahar Zakaria) à l'entrée. Figé et attiré par les charmes de celle-là, il ne peut plus s'en aller. Il reste et le tournage est repris mais il ne sait pas bien jouer. Il se rend par la suite chez un médecin qui lui propose d'aller se marier pour remédier à ses craintes. Il pense tout de suite à Sahar Zakaria et essaie de lui en parler mais Siamak Ansari l'empêche. Entre-temps le vrai Mehran Modiri arrive de Paris, étonné de constater que tout le monde comme son médecin prétend l'avoir vu, il y a deux jours. Il rentre chez lui, il voit ce qui s'est passé et comment Massoud est arrivé là avec Siamak Ansari en se passant pour Mehran Modiri. Il entre, alors que Massoud est allé aux toilettes...

## Distribution
- Mehran Modiri : Massoud Shastchi
- Pejman Bazeghi : Shahin Etemadi
- Siamak Ansari : Siamak Ansari
- Reza Feiz Noroozi : M. Jandaghi
- Falamak Joneidi : Sahar Jandaghi
- Gholam Reza Nik-khah : Le père de Massoud
- Parvin Ghaem-maghami : La mère de Massoud
- Sahar Zakaria : Sahar Zakaria

## Fiche technique
- Réalisateur : Mehran Modiri
- Scénaristes : Khashayar Alvand, Mehrab Ghasem Khani
- Producteurs : Majid Agha Golian, Hamid Agha Golian
- Genre : Comédie
- Nombre d'épisodes : 13
- Année de diffusion : mars 2009
- Diffusée par : Canal 3 de IRIB
- Pays :  Iran
- Langue : Persan